# Zdihovo
Zdihovo je naselje v občini Kočevje.